# Lepa (Leotala)
Lepa ist eine osttimoresische Aldeia im Suco Leotala (Verwaltungsamt Liquiçá, Gemeinde Liquiçá). 2015 lebten in der Aldeia 336 Menschen.

## Geographie und Einrichtungen
Lepa bildet den Westen des Sucos Leotala und nimmt etwa die Hälfte von dessen Fläche ein. Östlich liegen die Aldeias Caimegoluli und Manati. Im Norden und Westen grenzt Lepa an das Verwaltungsamt Maubara mit seinem Suco Vatuvou und im Süden an die zur Gemeinde Ermera gehörenden Verwaltungsämter Hatulia mit seinen Suco Aculau und Hatulia B mit seinen Sucos Mau-Ubo und Urahou. Die Ostgrenze bildet der Manobira, die Grenze zu Vatuvou auf weiter Strecke der Dirobatelau. Beide Flüsse münden in den Gleno, der der Grenze zu Ermera folgt. Die Flüsse gehören zum System des Lóis.
Im Südosten liegt der Ort Banitur mit einer Grundschule. Weitere Besiedlung befindet sich im Norden der Aldeia und am Ufer des Gleno.

## Geschichte
Vor und nach dem Unabhängigkeitsreferendum 1999 war der damalige Distrikt Liquiçá ein Zentrum der Gewaltwelle vor und nach der Abstimmung und Schauplatz von Einschüchterungen, Vergewaltigungen und Mord durch pro-indonesische Milizen. Ab Januar versammelten sich bis zu 5100 Flüchtlinge in Faulara, einem Umsiedlungslager, das seit 1996 bestand und ursprünglich 1600 Einwohner hatte. Die Flüchtlinge wurden teilweise auch in Außenstellen, wie dem acht Kilometer entfernten Banitur untergebracht. Faulara gehört nun zum Suco Lissadila.

## Politik
2023 wurde Antoninho M.dos Santos zum Chefe de Aldeia gewählt.